# Kitovi
Kitovi (lat. Cetacea) su infrared sisavaca koji ima više od 80 vrsta. Svi žive isključivo u vodi; osim nekoliko riječnih dupina, sve druge vrste kitova žive u moru.
Kitove odlikuje za više sisavce neobična dugovječnost. Neke vrste, kao npr. grenlandski kit, mogu doživjeti i više od 200 godina. Do sada najstariji poznati primjerak, mužjak, uginuo je u dobi od 211 godina.   

## Osobine

### Općenito
Kitovi su, pored morskih krava, ili morskih sirena, jedini sisavci potpuno prilagođeni životu u vodi. Oni čitav svoj život provode u vodi, a na kopnu ne mogu preživjeti. Na kopnu bi ih ugušila vlastita težina, osušili bi se ili bi zbog jako dobre toplinske izolacije uginuli od toplotnog udara. Čitava građa tijela kao i sve tjelesne funkcije su primjerene životu u vodi. Usprkos tomu imaju sve najvažnije osobine zajedničke svim sisavcima:
- Kitovi, umjesto škrga imaju pluća i moraju disati zrak. Kako je njihov dišni sustav izvrsno prilagođen životu u vodi, dugo vremena mogu provesti ispod površine. Udisanje kisika znatno je ekonomičnije od njegova preuzimanja iz vode. Neke vrste kitova mogu s jednim udisajem roniti i do dva sata.
- Imaju srce čije su radne sposobnosti izvrsne. Za razliku od ribljeg srca, srce kita je podijeljeno na više komora. To pomaže da se kisik, apsorbiran u krvi, puno efikasnije rasporedi u tijelu.
- Kitovi su toplokrvne, a ne životinje promjenjive topline kao ribe.
- Svi kitovi kote žive mladunce i doje ih krajnje masnim majčinim mlijekom iz posebnih mliječnih žlijezda. Čitav razvoj embrija se odvija u tijelu majke, i za to vrijeme se embrij hrani preko placente.

Iz reda kitova su najveće životinje koje su ikada živjele na zemlji. Plavi kit (Balaenoptera musculus) je sa svojih 33 metra i 190 tona najveća vrsta na Zemlji živućih životinja, ali i veća od svih svojih fosilnih predaka, dok je ulješura (Physeter catodon) najveći mesožder koji je ikada živio na Zemlji.

### Vanjski izgled
Obris kitovog tijela jako je sličan onom velikih riba, što govori o njihovoj prilagođenosti uvjetima u životnom okolišu. Tijelo im je izrazito "hidrodinamično", a prednji udovi su poprimili izgled peraja. Na leđima imaju leđnu peraju koja je kod različitih vrsta različitog izgleda, a neke vrste ju uopće nemaju. U suštini, leđna peraja uopće i ne zaslužuje taj naziv, jer kod onih koji ju imaju to je zapravo samo nakupina masnog tkiva. I leđna i prednje peraje kitu služe isključivo za stabiliziranje i upravljanje u vodi. Rep završava velikom repnom perajom u kojoj nema dijelova kostiju nego je hrskavičasta. Repna peraja je postavljena vodoravno u odnosu na tijelo, i to je lako prepoznatljiva razlika u odnosu na ribe čiji rep je uvijek okomit. Kitovi plivaju vertikalnim udarcima repnom perajom.
Kitovi uopće nemaju zadnje udove, kao ni druge tjelesne izrasline koje bi mogle narušavati "hidrodinamičnost" tijela, kao što su uši ili dlaka. Muški spolni organi kao i mliječne žlijezde uronjeni su u nabore kože. 
Svi kitovi imaju izdužene glave, što posebno kod kitova usana poprima ekstremne razmjere zbog njihovih izduženih čeljusti. Otvori za disanje su postali svojevrsne "mlaznice". Kitovi zubani imaju samo jednu takvu mlaznicu, a kitovi usani dvije. One su smještene na gornjem dijelu glave tako da kit ne treba izroniti da bi disao. Dovoljno je da iz vode izroni gornji dio glave s dišnim otvorom. Kod izdisanja, vlaga sadržana u izdahnutom zraku kondenzira i stvara tzv. "mlaz".
Tijelo im je obloženo debelim slojem sala. Salo im služi kao toplinski izolator i daje im glatku tjelesnu površinu. Naročita građa kože i način kako je povezana sa salom omogućuje sitnim nabiranjem smanjenje otpora vode i njenog vrtloženja kod brzog plivanja. Naročito brzi plivači, recimo dupini, imaju znatno bolje "hidrodinamične" osobine od mehaničkog tijela potpuno jednakog oblika upravo zahvaljujući takvoj funkciji kože što je eksperimentima dokazano.

### Kostur
Kitov kostur uglavnom nema kompaktnih kostiju, jer ga voda stabilizira. Zbog toga su uobičajene kompaktne kosti kopnenih sisavaca kod kitova zamijenje lakšim i elastičnijim. Osim toga, na mnogim mjestima su koštani elementi zamijenjeni hrskavicom a ponegdje čak masnim tkivom što dodatno poboljšava hidrostatične osobine kitovog tijela. Kod kitova se samo u uhu i na gubici nalazi jedna vrsta kostiju izuzetne gustoće tako da podsjeća na porculan. Ta kost ima naročita akustična svojstva i provodi zvuk bolje od svih drugih kostiju.
Broj kralježaka ovisi o vrsti i ima ih od 40 pa do 93. Kao kod svih sisavaca i kit u vratnom dijelu kralježnice ima sedam kralježaka ali su oni, osim kod rijetkih vrsta, srašteni. Time je na štetu pokretljivosti dobiveno na stabilnosti glave kod plivanja. Rebra nosi od devet do sedamnaest kralježaka, a sama rebra povezana su hrskavičastom zamjenom prsne kosti. Zadnja dva ili tri para rebara uopće nisu pričvršćeni uz kralježnicu nego slobodno leže uz vanjski rub tijela. 
Prednji udovi kitova oblikom podsjećaju na vesla. Građeni su od skraćene podlaktice i izduženih kostiju prstiju radi stabiliziranja i pomaganja kretanju, a međusobno su povezani hrskavicom. Jedini gibljivi zglob je rameni dok su svi drugi (osim kod amazonskog dupina) nepokretni. Kako kretanje kitova kopnom više nije potrebno, a kod velikih kitova zbog težine ne bi niti bilo moguće, zadnji udovi su potpuno zakržljali i postoje još samo kao kosturni rudiment.

## Način života
Većina kitova su izraženo druželjubive životinje s visoko razvijenim društvenim međuodnosima. Samo nekoliko vrsta žive u parovima ili kao samci.
Grupe kitova, koje se često zovu "škole", sastoje se najčešće od 10 do 50 životinja. U određenim okolnostima (u slučaju masovne pojave hrane ili u razdoblju parenja) grupe mogu imati i daleko više od 1.000 jedinki. Pri tome je moguće i druženje s drugim vrstama kitova. 
Pojedine "škole" imaju čvrsto utvrđenu hijerarhiju, pri čemu se mjesto u hijerarhiji utvrđuje ugrizima, guranjem ili sudaranjem. Ponašanje unutar grupe postaje agresivno samo u krajnje stresnim situacijama kao što su nedostatak hrane ili u zatočeništvu. U normalnim okolnostima kontakti se uspostavljaju vrlo miroljubivo i ljubazno. Veliku ulogu pri tome igra kontaktno plivanje, uzajamno glađenje perajama i dodirivanje nosova odnosno vrhova gubice. Isto tako, poznata su i razigrana ponašanja, iskakanje iz vode, izvođenje salta i udaranje perajama po površini vode. Takvom su ponašanju sklone i odrasle životinje. 
Za sporazumijevanje kitovi ispuštaju glasove slične pjevanju koji se šire stotinama kilometara daleko. Novija istraživanja su pokazala, da svaka grupa kitova razvija svoju tipičnu "pjesmu". Ponekad se neki kit može prepoznati po svojoj specifičnoj nezamjenjivoj pjesmi. Kako grupe ili pojedini kit iz sezone u sezonu mijenja samo jedan manji dio svoje pjesme, neki stručnjaci smatraju da je moguće po sličnosti pjesme razaznati međusobnu srodnost pojedinih grupa kitova.
I love u grupi, a često se pri tome udružuju i s drugim vrstama. Tako mnoge vrste dupina poduzimaju lovačke pohode na velika jata ribe zajedno s velikim tunama. Čitave "škole" orki (Orcinus orca) zajedno love druge, čak i veće kitove. Grbavi kitovi zaokruže jato manjih riba ili oblak krila pa ispuštanjem mjehurića naprave "zavjesu" oko njih što izbezumljenu lovinu navede da se zbije u svojevrsnu kuglu u koju se oni onda stušte otvorenih usta i tako ih love.

### Razmnožavanje
Kod većine vrsta kitova je utvrđeno da im je vrijeme razmnožavanja povezano uz godišnja doba, a sazrijevanje jajašaca se vremenski podudara s razdobljem intenzivne aktivnosti testisa mužjaka. To razdoblje se kod velikog broja vrsta podudara s njihovim sezonskim selidbama. Većina kitova zubana ne zasniva za vrijeme parenja trajne veze, a kod velikog broja vrsta ženke se u jednoj sezoni pare s više mužjaka. Za razliku od njih, kitovi usani su uglavnom monogamni tijekom jedne sezone parenja, ali niti oni ne zasnivaju trajne veze. Oni se razmnozavaju unutrasnjim oplodjenjem.
Ženke nose mladunce od devet do šesnaest mjeseci, a trajanje skotnosti ne ovisi o veličini vrste. Pliskavice koje su velike do 2,5 metara nose jednako dugo kao i plavi kitovi, najveće životinje na svijetu, oko jedanaest mjeseci. Kitovi u pravilu donose na svijet jedno mladunče, a ako se rode blizanci, jedan mladunac uglavnom ugine, jer majka nema dovoljno mlijeka da podigne oba mladunca. Porođaj uglavnom počinje s izlaskom repa. Na taj se način opasnost od utapanja novorođenčeta svodi na minimum. Nakon rođenja se mladunca brzo gura na površinu radi prvog udisaja zraka. Snimljene su scene prave pomoći "babica", drugih ženki koje se okupe oko ženke koja koti i koje uzrujano plivaju oko rodilje i one gurkanjem dovode mladunca do prvog udisaja na površinu. Taj proces je dokumentiran kod nekih vrsta dupina, pa se vjeruje da je slično i kod drugih vrsta kitova. Dojenje se razlikuje od dojenja sisavaca. Majka doslovno štrca mlijeko u usta mladunca jer kitovi nemaju usnice pa nisu u stanju sisati.
Razdoblje dojenja je uglavnom dugo, i kod velikog broja vrsta je duže od godine dana, pa je povezanost majke s potomkom izrazito velika. Kod svih vrsta kitova se o podizanju mladunaca brine samo majka. Spolnu zrelost kitovi u pravilu dosežu relativno kasno, tek u dobi od sedam do deset godina. Takva strategija razmnožavanja rezultira s malo potomaka, ali se nadoknađuje velikim postotkom preživljavanja mladunaca.

## Ugroženost
Osim rijetkih iznimaka, kitove uglavnom ugrožavaju ljudi. Prirodni neprijatelji kitova su samo neke vrste velikih morskih pasa kao i drugi kitovi, primjerice orke koje love male kitove, ali i mladunce velikih kitova. Ugroženost od strane ljudi se može podijeliti na dva dijela: jedan je direktna ugroza lovom na njih, a drugi je indirektan i sastoji se od ribolova i zagađenja okoliša.

### Lov na kitove
U srednjem vijeku su razlog za lov na kitove bile velike količine mesa, trana koji se koristio za gorivo kao i čeljusne kosti koje su služile za gradnju kuća. Krajem srednjeg vijeka su isplovljavale čitave flote u lov na velike kitove, uglavnom glatke i grenlandske kitove .
Tijekom 18. i 19. stoljeća izlovljavani su prvenstveno kitovi usani. Usi su u to vrijeme korištene za proizvodnju modnih proizvoda, kao steznici i za pridržavanje širokih ženskih suknji, "krinolina", koje su u to vrijeme bile u modi.
Većina vrsta izlovljavanih kitova je ozbiljno ugrožena. Neke vrste velikih kitova su jako izlovljavane sve do kasnog 20. stoljeća, čime je populacija tih vrsta dovedena do ruba istrijebljenja. Oni su i danas desetkovani jer je njihov prirodni prirast vrlo polagan. U tom su vremenu potpuno istrijebljeni atlantski sivi kit, koreanski sivi kit i biskajski kit. 
Ubijanje kitova za komercijalne svrhe je od 1985. u cijelom svijetu zabranjeno do 2005. godine, ali ih se i danas izlovljava s različitim obrazloženjima.  

### Ribolov
Iako uopće nisu za kitolov zanimljivi, neke vrste malih kitova, kao, recimo, dupini koji spadaju u porodicu kitova zubana, su ozbiljno desetkovani. Oni su često usputne žrtve tunolova jer se zadržavaju u blizini jata tuna. Tunolovci to dobro znaju, i po ispšnim mlazovima dupina određuju položaj jata tuna. Ribari spuštaju mreže oko grupe dupina u očekivanju da će tako uloviti tune. Kad se mreže skupljaju, dupini se u njih ulove i utapaju se. Pri tome se događa još jedan, do danas nerazumljiv fenomen. Dupini, koji u igri skaču iz vode kao pravi akrobati, kad se nađu uz rub mreže ne mogu ju "preskočiti" i iz nje izaći u otvoreno more. Nitko još nema odgovor na pitanje zašto je to tako, ali jest, i mnogi dupini plaćaju životom tu činjenicu. U novije vrijeme im se pokušava pomoći na način da u zatvoren krug mreže uđu ljudi i spuštaju rub mreže ispod ruba vode kako bi omogućili dupinima da iz nje isplivaju, no to nije ni približno dovoljno.
U Hrvatskoj su prema Pravilniku o zaštiti pojedinih vrsta sisavaca (Mammalia) (Narodne novine br. 31 od 9. svibnja 1995.) proglašeni posebno zaštićenom životinjskom vrstom kitovi (Cetacea), i to:
- dobri dupin (Tursiops truncatus);
- mali (obični) dupin (Delphiunus delphis);
- sve ostale vrste kitova koji se zateknu u Jadranu

## Sistematika
Red Cetacea se klasično dijeli na dva podreda (vidi zaseban taksokvir):
- Kitovi usani su dobili ime po usima, rožnatim izraslinama u gornjoj čeljusti koje su na završetcima raščlanjeni, a kitovi uz pomoć njih cijede plankton iz ogromnih količina vode koju u tu svrhu uzimaju u usta. Kod grenlandskih kitova usi mogu biti i duže od 4 metra. U tu grupu spadaju i najveće živeće životinje na Zemlji.
- Kitovi zubani, u koje se ubrajaju i dupini, imaju red čunjastih zuba u obje ili samo u donjoj čeljusti. Odlikuju se i sposobnošću snalaženja u okolini pomoću ultrazvuka.

## Prapovijesni kitovi u Hrvatskoj
U mjestu Vranić kod Brestovca pronađeni su ostatci koji pripadaju neidentificiranoj vrsti kita zubana (Odontoceti) koji pripada porodici Kentriodontidae, dok su u Radoboju pronađeni ostatci vrste kita Delphinopsis freyeri, a u zagrebačkom Podsusedu ostatci kitova vrste Heterodelphis croatica, vrste Mesocetus agrami i neidentificirane vrste roda Champsodelphis.